# Francis Heaulme
Francis Heaulme (* 25. Februar 1959 in Metz) ist ein französischer Serienmörder, der von 1984 bis 1989 mindestens 13 Menschen ermordet hat.

## Herkunft
Francis Heaulme wuchs als Sohn von Marcel Heaulme (1934–2019) und Nicole Houillon (1940–1984) gemeinsam mit einer Schwester in ärmlichen Verhältnissen in Metz auf. Heaulme übte nach seinem Schulabschluss mehrere Berufe aus, wie beispielsweise Maurer oder Metallbauer, hatte aber nie eine Berufsausbildung absolviert.

## Morde, Verhaftung und Verurteilungen
In der Zeit, als er von Sozialhilfe lebte, reiste er quer durch Frankreich. Er war dabei oftmals mit der Bahn, mit dem Fahrrad, per Anhalter oder auch zu Fuß unterwegs.
Es gilt als erwiesen, dass Heaulme im Zeitraum von November 1984 bis Januar 1989 insgesamt sieben Menschen in fünf verschiedenen Regionen ermordete. Er ging bei seinen Tötungsverbrechen immer äußerst brutal vor und vergewaltigte dabei die weiblichen Opfer zuvor noch. Er kannte keines seiner Mordopfer zuvor persönlich und handelte meist aus einem spontanen Impuls heraus.
Francis Heaulme wurde am 7. Januar 1992 verhaftet. Die Ermittlungsarbeit in diesem Fall zog sich daraufhin über mehrere Jahre hinweg, da Heaulme bei seinen zahlreichen Vernehmungen oft wichtige Dinge durcheinandergebracht hatte, wie etwa die Namen der Opfer, den Zeitpunkt des Kennenlernens, den Tatzeitpunkt oder sogar den Tatort. Die Ermittler gingen auch davon aus, dass Heaulme im Laufe der Jahre den Überblick über seine Morde verloren hatte. Bei ihm wurde später das Klinefelter-Syndrom diagnostiziert.
Im Mai 1997 wurde Heaulme schließlich in einem über mehrere Monate andauernden Indizienprozess wegen siebenfachen Mordes zu einer lebenslangen Haftstrafe verurteilt. Er wurde in den folgenden Jahren mehrmals verlegt und inzwischen befindet er sich in einem Hochsicherheitsgefängnis.
Die Polizei schloss die Ermittlungsakte von Heaulme offiziell im Jahr 2002. Allerdings wurde danach noch dreimal gegen Heaulme wegen insgesamt sechs weiterer Morde ermittelt. Im Dezember 2004 wurde er von einem Gericht erneut verurteilt, diesmal zu 30 Jahren wegen dreifachen Mordes im Département Marne im Zeitraum 1988/1989.
Im Mai 2017 stand Heaulme erneut vor Gericht und wurde nochmals zu lebenslanger Haft verurteilt wegen Mordes an zwei Jungen, deren Leichen im September 1986 an einer Bahnstrecke entdeckt und erst später mit Heaulme in Verbindung gebracht wurden. Zuvor hatte für diese Tat ein zur Tatzeit 16-jähriger Nachbar der Opfer 15 Jahre lang unschuldig in Haft gesessen, der zu einer lebenslangen Haftstrafe verurteilt wurde.
Seit Oktober 2022 wird wieder gegen Heaulme ermittelt wegen des Verdachts, er habe im August 1989 in Bédarrides bei Avignon im südfranzösischen Département Vaucluse einen Arbeiter aus der Landwirtschaft getötet. Im Oktober 2023 erhob die Staatsanwaltschaft in diesem Fall Anklage.

## Mediale Rezeption
In der französischen Presse wurde Heaulme oftmals als Krimineller Rucksackmörder bzw. im englischsprachigen Raum als The Criminal Backpacker bezeichnet. Der Film Im Kopf des Mörders aus dem Jahr 2004 behandelt die Verbrechen von Heaulme. Nigel Williams drehte die Fernsehdokumentation Dance with a Serial Killer über die fünfjährige Jagd nach Francis Heaulme.  Die Hauptfigur des Julien Baptiste der Krimiserie The Missing der Söhne Nigel Williams ist angelehnt an Jean-François Abgrall, einem Polizeibeamten, der gegen Heaulme ermittelte.